# Lądowisko Nieborów 2
Lądowisko Nieborów 2 – samolotowe lądowisko w Bobrownikach, w gminie Nieborów, w województwie łódzkim. Leży ok. 10 km na południowy wschód od Łowicza. Lądowisko należy do osoby prywatnej.
Lądowisko figuruje w ewidencji lądowisk Urzędu Lotnictwa Cywilnego od 2018 roku.